# Marc Gegani Macerí (tribú)
Marc Gegani Macerí (en llatí: Marcus Geganius Macerinus) va ser un magistrat romà del segle iv aC. Formava part de la gens Gegània, una gens romana molt antiga de classe patrícia, i era de la família dels Macerí.
Va ser tribú amb poder consolar l'any 367 aC.